# Ogata Gekkō
En aquest nom japonès, el cognom és Ogata.
Ogata Gekkō (尾形月耕, 1859-1920) va ser un pintor i xilografista japonès del gènere ukiyo-e.
L'obra de Gekkō estava basada estretament en la de Kikuchi Yosai; i estava inspirat per Hokusai en crear la sèrie de cent gravats del mont Fuji. Tanmateix, va desenvolupar el seu propi estil, amb importants elements estilístics dels nihonga.

## Carrera

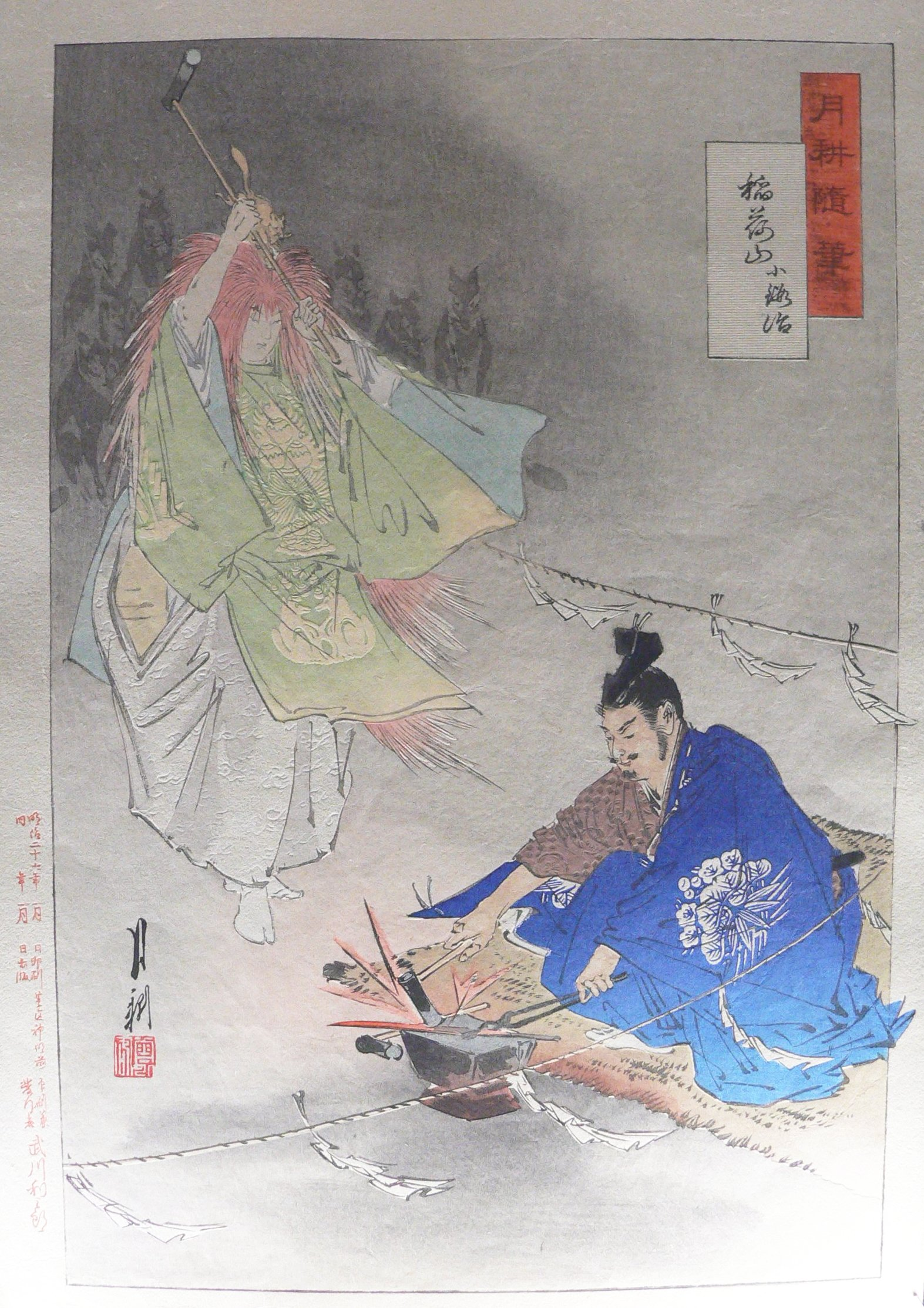
El forjador d'espases Munechika és ajudat per un esperit guineu kitsune, en un gravat de Gekkō.

Les obres de Gekkō es van mostrar en diferents exposicions, tant en el seu país (organitzades pel Ministeri d'Educació del Japó) com a l'estranger.
L'art de Gekkō es va presentar a l'Exposició Universal de Chicago del 1893, a l'Exposició Universal de París del 1900 i a l'Exposició Sinobritànica de Londres del 1910.

## Artista de guerra
Gekkō estava entre els artistes l'obra dels quals informava la població japonesa sobre el progrés de la guerra per mar i aire coneguda actualment com la Primera Guerra sinojaponesa del 1894-1895. Unes quantes imatges de guerra de Gekko, les va publicar Yokoyama Ryohachi en el Seishin Bidan Arxivat 2010-10-22 a Wayback Machine..
Es va preparar una impressió de la Batalla naval de l'illa de Haiyang (Kaiyoto) Arxivat 2010-09-30 a Wayback Machine. del 1894, en un format quadríptic de gran escala.
Entre les imatges en tríptic sinojaponeses Arxivat 2009-12-14 a Wayback Machine. de la guerra creades per Gekkō i que van circular àmpliament hi ha:
- Oficials i soldats japonesos lluiten valentament a Fenghuangcheng[3]
- El primer exèrcit japonès avança cap a Mukden[3]
- La marina japonesa surt victoriosa de Takushan[3]
- El capità Osawa i uns altres sis del vaixell de guerra Yaeyama envolten la badia de Yungcheng[3]
- Lliurant una àliga portentosa a l'emperador[3]
- Contemplació popular del vaixell de guerra xinès capturat Chenyuen[3]
- Dignataris japonesos i xinesos acompleixen la seva missió en concloure satisfactòriament un tractat de pau[3]

## Obres seleccionades
L'obra publicada d'Ogata Gekkō consta de 46 peces en 48 publicacions en 2 idiomes i 68 teniments en biblioteques:
- 1905 — 夢の三郎 (Yume no Saburō) OCLC 229891974
- 1898 — 月耕画園 (Gekkō gaen) OCLC 225836025
- 1895 — 以呂波引月耕漫画 (Irohabiki Gekkō manga) OCLC 046354614
- 1885 — 新說小簾の月 (Shinsetsu osu no tsuki) OCLC 033798610